# 程国
程国，是商周时期的封国。
- 程又作郢、毕郢，在今陕西省咸阳市东北[1]。季历继承周太王之志，开始向东发展，太王曾将统治中心由泾水以北的邠南迁周原（今陕西岐山），程在岐周之东，临近泾河、渭河二水汇流处。统治者程毕氏因过于剥削，致使民穷财尽，内部矛盾重重。商王武乙二十四年，季历乘机调周师进攻程，战于毕（今陕西咸阳市北），程氏败亡，其地并人周方。文丁五年，季历修筑程邑，建立了东进的第一个据点。[2]。西周为封国。西汉时为安陵县。
- 西周在今河南省洛阳市东也建立程国，《诗经·大雅·常武》：“王谓尹氏，命程伯休父。”汉朝为上程聚。